# ۲۲ دی
۲۲ دی دویست و نود و هشتمین روز سال در گاه‌شماری خورشیدی است. به پایان سال ۶۷ روز (۶۸ روز در سال کبیسه) باقی‌است.

## رویدادها
- ۱۳۶۴ - انجام چهارمین عملیات هوایی عراق برای نابودی نیروگاه اتمی بوشهر
- ۱۳۵۷ ‐ تشکیل شورای انقلاب اسلامی ایران در ایران به دستور آیت‌الله خمینی[۱]
- ۱۳۸۱ - جنجال کاریکاتور چاپ شده روزنامه حیات نو
- ۱۳۸۸ ‐بازداشت محمدتقی خلجی روحانی معترض ایرانی در قم[۲]
- ۱۳۹۴ - دستگیری ملوانان آمریکایی
- ۱۳۹۴ - حادثه ۲۲ تیر ۱۳۹۴ فروند هواپیمای آموزشی
- ۱۳۹۷ - رقابت ۲۲ دی ۱۳۹۷ تیم ملی فوتبال ایران با تیم ملی فوتبال ویتنام در جام ملت‌های آسیا ۲۰۱۹

## زادروزها
- ۱۲۸۶ - محسن هشترودی، ریاضی‌دان، فیلسوف و شاعرِ ایرانی (درگذشته ۱۳۵۵)
- ۱۲۹۰ - ابوالقاسم قربانی، تاریخ نگار و پژوهشگر تاریخ ریاضی (درگذشته ۱۳۸۰)
- ۱۳۲۲ - علی برجسته، بازیگر، تهیه کننده سینما
- ۱۳۳۶ - محسن عبدالوهاب، کارگردان، فیلم‌نامه‌نویس
- ۱۳۴۰ - فرشاد پیوس، بازیکن سابق فوتبال
- ۱۳۵۳ - مهدی بجستانی، بازیگر
- ۱۳۶۱ - نگار جواهریان، بازیگر
- ۱۳۶۲ - ترانه علیدوستی، بازیگر
- ۱۳۶۹ - روح‌الله سیف‌اللهی، بازیکن فوتبال
- ۱۳۷۴ - احمد گوهری، بازیکن فوتبال
- ۱۳۷۹ - محمدحسین زواری، بازیکن فوتبال

## مرگ‌ها
- ۴۲۸ - ابوسعید ابوالخیر، عارف و شاعر ایرانی
- ۱۳۱۳ - سید ابوالقاسم دهکردی، فقیه و مرجع تقلید شیعه (زاده ۱۲۳۴)
- ۱۳۷۸  - فیروز بهجت محمدی، بازیگر (زاده ۱۳۱۵)
- ۱۳۸۸ - مسعود علی‌محمدی، فیزیکدان ایرانی (زاده ۱۳۳۸)
- ۱۳۸۶ - احمد عاشورپور، خواننده و ترانه سرای گیلانی (زاده ۱۲۹۶)
- ۱۳۹۶ - سارو قهرمانی، یکی از مردم کرد ایران بود که پس از شرکت در اعتراضات دی ۱۳۹۶ ایران در شهر سنندج توسط ماموران امنیتی ربوده شد و پس از ۱۱ روز بازداشت اداره اطلاعات سنندج خبر درگذشت او را به خانواده او اطلاع داد
- ۱۴۰۱ - علیرضا اکبری، سیاستمدار ایرانی